# Emma de Breteuil
Emma de Breteuil también Emma Fitz-Osbern y Emma de Guader  (m. después de 1096) fue una dama noble normanda, hija de William FitzOsbern, señor de Breteuil (más tarde I conde de Hereford de nueva creación), que fue primo de Guillermo I de Inglaterra, además de un íntimo consejero suyo. La oposición del duque Guillermo al matrimonio de Emma y Ralph de Guader y desembocó en la frustrada rebelión de los Condes.

## Biografía
Emma fue la hija de William FitzOsbern y de su esposa Adela, la hija de Roger I de Tosny y Adelaida (la hija de Ermesinda de Carcasona, condesa regente de Barcelona). Nació alrededor de 1059 en Breteuil (Normandía).
En 1075, contrajo nupcias con Raúl de Guader, un conde que estaba resentido por el poder que había perdido en comparación con su padre. Su hermano Roger de Breteuil y Ralph planearon una revuelta contra Guillermo I, pero les traicionaron. Su hermano fue a prisión de por vida por orden de Guillermo, pero su marido huyó a Bretaña; por ello, Emma se quedó a defender el castillo de Norwich, que fue asediado por Guillermo. A pesar de tener todo en contra, se negó a rendirse ante los hombres del rey. Organizó la defensa de la ciudad durante tanto tiempo que Guillermo tuvo que llegar a un pacto con ella para restablecer la paz. Como parte de este acuerdo, se incluía un pasaje seguro para ella y sus tropas a cambio de su castillo. La condesa se retiró a las propiedades que tenía en Bretaña, donde se reunió con su marido. 
Falleció después del año 1096 durante el viaje que hizo junto a su marido a Palestina en la primera cruzada. Amice, la nieta de Emma, se casó con Robert de Beaumont, II conde de Leicester.